# متلازمة الأطراف الثفنية
تنتج متلازمة الأطراف الثفنية عن وراثة جسمية متنحية، وهي حالة نادرة تتميز بعدم تخلق الجسم الثفني، وكثرة الأصابع، وتشوهات متعددة، وإعاقات حركية وعقلية، وأعراض أخرى. وصفت المتلازمة أول مرة من قبل ألبرت شينزيل في عام 1979. 
ترتبط المتلازمة بالبروتين جي إل آي 3.

## العلامات والأعراض
متلازمة الأطراف الثفنية (نمط شينزيل، ازدواجية إبهام القدم) حالة وراثية جسمية متنحية متغايرة اكتشفها ألبرت شينزيل (1979) عند صبي يبلغ من العمر 3 سنوات. كي يرث الفرد متلازمة الأطراف الثفنية، يجب أن يرث نسخة جينية واحدة من كلا الوالدين تحتوي طفرة في مكان ما في الجين كيه آي إف 7. وتشمل خصائص هذه المتلازمة غياب أو ضعف نمو المنطقة التي تربط بين الأجزاء اليسرى واليمنى من الدماغ، ورأس كبير بشكل غير طبيعي، وزيادة المسافة بين ملامح الوجه (تباعد العينين)، وضعف المهارات الحركية، والتخلف العقلي، ووجود أصابع زائدة، إلى جانب تشوهات الوجه، والحنك المشقوق. ويعتبر هذا الاضطراب نادرًا ويصنف في قائمة الأمراض النادرة في مكتب الأمراض النادرة التابع لمعاهد الصحة الوطنية (أقل 200,000 حالة). تتراوح فترة حياة المصاب من الإملاص إلى العمر المتوقع الطبيعي للإنسان، تبعًا لمضاعفات الحمل وشدة الاضطراب. في الحالات الخفيفة، يعيش المصابون حياةً طبيعية إلى حد ما، مع بعض التأخر التطوري.

## الإمراضية
متلازمة الأطراف الثفنية اضطراب نادر، جسمي متنحٍ متغاير. يشير التغاير في هذه الحالة إلى وجود جينات متعددة يمكن أن تتآزر لإحداث درجات متفاوتة من المتلازمة وترتبط غالبًا بالقرابة. تشمل خصائص هذه المتلازمة عدم تخلق الجسم الثفني, كبر حجم الرأس، فرط التباعد (بشكل أساسي تباعد العينين)، الأصابع الزائدة، ازدواج إبهام القدم, التخلف العقلي والحركي, التشوه الوجهي القحفي, الحنك المشقوق في بعض الأحيان. أُبلغ عن تماثل الكثير من العلامات والأعراض بين متلازمة الأطراف الثفنية، ومتلازمة غريغ (ارتفاق الأصابع المتعدد الرأسي)، ومتلازمة الاستسقاء القاتل، والأدلة التي تدعم السببية الوراثية المشتركة قليلة حاليًا.